# Bahador Abdi
Bahador Abdi (persisch بهادر عبدی; * 1. Mai 1984 in Teheran) ist ein ehemaliger iranischer Fußballspieler. Von 2007 bis 2016 spielte er in der höchsten iranischen Liga, der Persian Gulf Pro League, wo er in der Saison 2007/2008 mit dem FC Persepolis iranischer Meister wurde. 2016 wechselte er in die zweitklassige Azadegan League, wo er mit der Saison 2018/2019 seine Karriere beendete.